# Bracon cuscutae
Bracon cuscutae är en stekelart som beskrevs av Muesebeck 1967. Bracon cuscutae ingår i släktet Bracon och familjen bracksteklar. Inga underarter finns listade.